# Amorphotheca resinae
Amorphotheca resinae (лат.) — вид грибов  из монотипного рода Amorphotheca семейства Аморфотековые.
Известен как «керосиновый гриб». Может поражать авиационное топливо. В результате его развития может происходить засорение топливных систем, следствием чего может быть выход двигателей из строя. Среда, содержащая углеводороды авиационного топлива, является благоприятной для развития «керосинового гриба». Вид характеризуется быстрым темпом развития мицелиальной биомассы при росте в топливе, образованием хорошо развитых конидиальных структур. Частая его встречаемость в образцах авиационного топлива свидетельствует о том, что Amorphotheca resinae до настоящего времени является преобладающим видом в данной специфической среде.
Впервые выделен в Австралии из почвы, заливаемой креозотом.

## Синонимы[4]
- Hormodendrum resinae Lindau, 1906
- Cladosporium resinae (Lindau) G.A.de Vries, 1955
- Hormoconis resinae (Lindau) Arx et G.A.de Vries, 1973
- Cladosporium avellaneum G.A.de Vries, 1952
- Cladosporium resinae f. avellaneum (G.A.de Vries) G.A.de Vries, 1955
- Cladosporium avellaneum f. albidum G.A.de Vries, 1952
- Cladosporium resinae f. albidum (G.A.de Vries) G.A.de Vries, 1955
- Cladosporium avellaneum f. sterile G.A.de Vries, 1952
- Cladosporium resinae f. sterile (G.A.de Vries) G.A.de Vries, 1955
- Cladosporium avellaneum f. viride G.A.de Vries, 1952